# Phigalia nervosa
Phigalia nervosa là một loài bướm đêm trong họ Geometridae.